# Jean Bettenfeld
Pour les articles homonymes, voir Bettenfeld.
Jean Bettenfeld (1872-1942) est un artisan d'art gainier français issu d’une famille d’artisans ébénistes originaire de Lorraine.

## Biographie
À la suite du Traité de Francfort qui a attribué à l'Empire allemand les territoires lorrains, sa famille refuse de vivre en Allemagne. Elle décide donc de s’implanter à Nancy (qui reste territoire français).
À sa majorité, Jean Bettenfeld s’installe à Paris. Il y fonde en 1895 l’Atelier de Gainerie Dorure d'Art Bettenfeld-Quanonne au 86 de l'avenue Ledru-Rollin à Paris, dans le Quartier du Faubourg-Saint-Antoine.
Son associé Quanonne disparaît mystérieusement de l’atelier en 1914, peut-être à la guerre de 1914-1918.
L’Atelier travailla pour la France, l’Amérique du Sud, Les États-Unis d’Amérique, le Royaume-Uni, La Russie... Louis Majorelle, par amitié, dessina spécialement pour lui les fers à dorer « Art Nouveau », afin qu’il puisse effectuer les travaux de Gainerie d’ameublement pour ses créations. Ce fut l’un des plus importants ateliers de Gainerie d’art de cette période.
Suzanne Bettenfeld, sœur de Jean Bettenfeld, est née en 1892. Elle reprend l’atelier au décès de son frère en 1942. Puis elle propose à Bernard Rosenblum de lui succéder en 1965 et devient alors l'Atelier Bettenfeld-Rosenblum. Suzanne Bettenfeld est décédée en 1983 à 91 ans.
En 2010, David Rosenblum a réussi à faire renaître le flambeau de l’atelier familial, à la suite du décès de son père en 2007. L’Atelier Bettenfeld-Rosenblum revit aujourd’hui au 2 rue Titon à Paris, retournant ainsi à ces origines dans le Quartier de la Rue du Faubourg Saint-Antoine et depuis 2017 au 15 Bis rue Sainte Marguerite à Pantin.